# Никола Стайчев
Никола Дунев Стайчев е български офицер, генерал-майор от пехотата, участник в Балканската (1912 – 1913) и Междусъюзническата война (1913), командир на рота от 33-ти пехотен свищовски полк и командир на дружина от 7-и пехотен преславски полк през Първата световна война (1915 – 1918).

## Биография
Никола Стайчев е роден на 16 февруари 1880 г. в Ески Джумая (днес Търговище), Княжество България. През 1903 г. завършва Военното на Негово Княжеско Височество училище и е произведен в чин подпоручик. През 1906 г. е произведен в чин поручик, а през 1910 г. в чин капитан. Служи в 19-и пехотен шуменски полк. Взема участие в Балканската (1912 – 1913) и Междусъюзническата война (1913).
Майор Никола Стайчев взема участие в Първата световна война (1915 – 1918) командир на рота от 33-ти пехотен свищовски полк, за която служба съгласно заповед № 679 от 1917 г. по Действащата армия „за бойни отличия и заслуги във войната“ е награден с Военен орден „За храброст“, IV степен, 2 клас. На 27 февруари 1917 г. е произведен в чин майор. През войната служи и като командир на дружина от 7-и пехотен преславски полк, за която служба съгласно заповед № 355 от 1921 по Министерството на войната е награден с Военен орден „За храброст“, IV степен, 1 клас.
След войната на 30 август 1919 г. е произведен в чин подполковник. Служи към щаба на 6-и пехотен търновски полк, след което е началник на Врачанското военно окръжие и на Плевенското военно окръжие. В началото на 1923 г. е назначен за началник на Плевенския гарнизон и взема участие потушаването на Юнското въстание, което е най-масово именно в Плевен. По-късно служи отново в 6-и пехотен търновски полк. На 6 май 1925 г. е произведен в чин полковник. На 23 септември 1928 сдава командването на 2-ри пехотен искърски полк. През 1928 г. поема командването на 8-и пехотен приморски полк, на 3 октомври 1933 г. произведен в чин генерал-майор, а през 1932 г. поема командването на 8-а пехотна тунжданска дивизия. През 1934 г. е уволнен от служба.
След 9 септември 1944 г. заради участието си в потушаването на Юнското въстание е арестуван и осъден.
Генерал-майор Никола Стайчев умира на 26 януари 1955 в Плевенския затвор.

## Семейство
Генерал-майор Никола Стайчев е женен и има две деца – Иван и Евламбия.

## Военни звания
- Подпоручик (1903)
- Поручик (1906)
- Капитан (1910)
- Майор (27 февруари 1917)
- Подполковник (30 август 1919)
- Полковник (6 май 1925)
- Генерал-майор (3 октомври 1933)

## Награди
- Военен орден „За храброст“, IV степен, 2 клас (1917)
- Военен орден „За храброст“, IV степен, 1 клас (1921)

## Образование
- Военно на Негово Княжеско Височество училище (до 1903)